# عبد الوهاب ناصر الصفراء
عبد الوهاب ناصر الصفرا (مواليد 29 أبريل 1949) هو عداء مسافات متوسطة سعودي، مثّل بلاده في سباق 1500 متر خلال الألعاب الأولمبية الصيفية 1972 التي أُقيمت في ميونخ بألمانيا.

## المشاركة الأولمبية

### ميونيخ 1972
ألعاب القوى – 1500 متر رجال – الدور التمهيدي – المجموعة الثالثة
| الرُّتبة | المجموعة 3                    | الزمن  |
| ------ | ----------------------------- | ------ |
| 1.     | شيبرو ريغاسا (إثيوبيا)        | 3:43.6 |
| 2.     | سبيليوس زاخاغوبولوس (اليونان) | 3:43.8 |
| 3.     | هنريك شورديكوفسكي (بولندا)    | 3:44.2 |
| 4.     | بيكا بيفارينتا (فنلندا)       | 3:44.4 |
| 5.     | أندريه ديرتوج (بلجيكا)        | 3:44.6 |
| 6.     | بيتر لوبان (رومانيا)          | 3:44.8 |
| 7.     | محمد المكدوف العياشي (المغرب) | 3:48.4 |
| 8.     | ناصر الصفرا (السعودية)        | 4:14.5 |
| -      | بنسون مولومبا (زامبيا)        | DNS    |
| -      | روبرت لوبورني (فرنسا)         | DNS    |

مصدر: 

## وصلات خارجية
- عبد الوهاب ناصر الصفراء على موقع أوليمبيديا (الإنجليزية)